# Škorpion vz. 61
De Škorpion vz. 61 (a.k.a. Skorpion) is een machinepistool ontworpen door de Tsjech Miroslav Rybář, onder de naam Samopal vzor 61 ("machinepistool model 61"), door de wapenfabrikant Česká Zbrojovka in Uherský Brod. Alhoewel het wapen eerst was bedoeld voor beveiligingsbeambten wordt het wapen nu ook gebruikt als militair wapen in het leger van verschillende landen, voornamelijk door speciale eenheden van ex-Oostbloklanden.
De M84, die in Joegoslavië gemaakt werd, heeft een extra "pistol grip", die niet aanwezig is op de originele. Er is ook een civiele versie geproduceerd, genaamd M84A, die semiautomatisch is.

## Gebruikers
- Afghanistan
- Angola
- Duitse Democratische Republiek
- Egypte
- Indonesië
- Joegoslavië
- Libië
- Mozambique
- Oeganda
- Servië
- Slowakije
- Sovjet-Unie
- Tsjechië